# La Wallonie
La Wallonie est un quotidien syndical liégeois qui commença à paraître le 1er décembre 1920 jusqu'à la transformation de son titre en Le Matin, quotidien qui résulta de la fusion entre La Wallonie et Le Peuple en 1998. 

## Son origine
Dès 1908, le journal socialiste bruxellois Le Peuple avait un correspondant à Liège, Isi Delvigne, qui lança deux ans plus tard En Wallonie, sorte de supplément liégeois encarté dans Le Peuple. Après la parenthèse de l'occupation allemande, En Wallonie devint cette fois un journal imprimé à Liège à l'aide de flans venus de Bruxelles. Cette formule étant inconfortable, on finit par les supprimer et le 1er décembre naissait un quotidien autonome intitulé La Wallonie socialiste. Le 17 décembre 1923, le journal changea de titre et devint La Wallonie, titre qu'il garda jusqu'à sa fusion avec Le Peuple en 1998. C'est à cette époque que le jeune Simenon collabora épisodiquement à ce journal et lorsque, lors de la grève générale de l'hiver 1960-1961, il écrit qu'il a envie d'envoyer un télégramme à La Wallonie on ne sait si le grand écrivain wallon vise le pays ou le journal (ou les deux). 
Les locaux du journal ont été réalisés dans un style moderniste vers 1936 d'après les plans de l'architecte Joseph Moutschen, dans le centre de Liège, à l'angle de la rue Florimont et de la rue de la Régence. Un commissariat de police occupe désormais les lieux.

## Un journal socialiste mais surtout syndical
La Wallonie devint très rapidement un journal plus syndical que socialiste. 
« En 1926, le congrès des métallurgistes FGTB décide d’incorporer dans la cotisation hebdomadaire le prix de l'abonnement de La Wallonie. C'est le premier signe de l'intervention décisive des syndicats dans la vie du journal. Cette décision permettra d'augmenter le tirage de quelque vingt mille exemplaires. Le journal connaît alors un succès certain et on y trouve des signatures célèbres comme celle de Victor Serge. »
Très rapidement, le quotidien syndical, à l'affût de l'exploitation des nouvelles techniques de communications lancera une radio (la TSF), intitulée Radio-Wallonie devenue plus tard Radio-Liège qui émettra jusqu'en mai 1940. C'est durant ce mois d'invasion que La Wallonie cesse de paraître pour reparaître à la Libération, le 11 septembre 1944. Mais elle est imprimée sur l'imprimerie de La Meuse car ses anciennes installations sont occupées par Le monde du travail, nouvel organe de la fédération liégeoise de ce qui deviendra rapidement (nouvelle appellation par rapport au P.O.B. d'avant-guerre), le Parti socialiste belge. À partir de ce moment, le mouvement syndical porte le quotidien entièrement sur ses épaules ce qui s'inscrira très vite dans la tradition du syndicalisme liégeois, ardent défenseur de l'indépendance du syndicat par rapport au(x) parti(s) politique(s).

## L'arrivée d'un nouveau directeur André Renard
Fortement engagée dans la campagne contre le retour du roi Léopold III au point de publier en en-tête de la Une des versets de la Marseillaise dans les derniers jours de la Question royale, le journal ne deviendra officiellement l'organe de la FGTB de Liège qu'en 1951 avec André Renard comme unique directeur : 
« Sous son impulsion La Wallonie va défendre deux thèses principales: l'indépendance syndicale et l'autonomie de la Wallonie. Renard utilisera son journal comme arme principale dans le combat qu'il mène pour la radicalisation des objectifs de la FGTB, puis, à partir de 1961, pour le fédéralisme tel qu'il est défini par le Mouvement populaire wallon. C'est à cette époque que l'économiste marxiste Ernest Mandel participe à la rédaction de La Wallonie. »
 À la mort d'André Renard, c'est Robert Lambion qui prend sa succession.

## Sous la direction de Joseph Coppé
À partir de 1968, Joseph Coppé devient le rédacteur en chef du journal. Ses éditoriaux sont marqués par les deux principaux objectifs de la tradition syndicaliste liégeoise: la lutte syndicale et le combat wallon. Il demeurera à la tête du journal jusqu'en 1987. En septembre 1990, Jacques Dubois devint directeur du journal puis demeurera chroniqueur au journal jusqu'en 1998, date à laquelle un nouveau quotidien socialiste est créé : Le Matin englobant Le Peuple et La Wallonie. Joseph Coppé s'attaqua sans relâche au capitalisme, à ses dérives, à ses faux paravents que sont le colonialisme, le paternalisme et le néolibéralisme...